# Ranton Green
Ranton Green – wieś w Anglii, w hrabstwie Staffordshire. Leży 8 km na zachód od miasta Stafford i 204 km na północny zachód od Londynu.